# Reuil-en-Brie
Reuil-en-Brie est une commune française située dans le département de Seine-et-Marne en région Île-de-France.

## Géographie

### Localisation

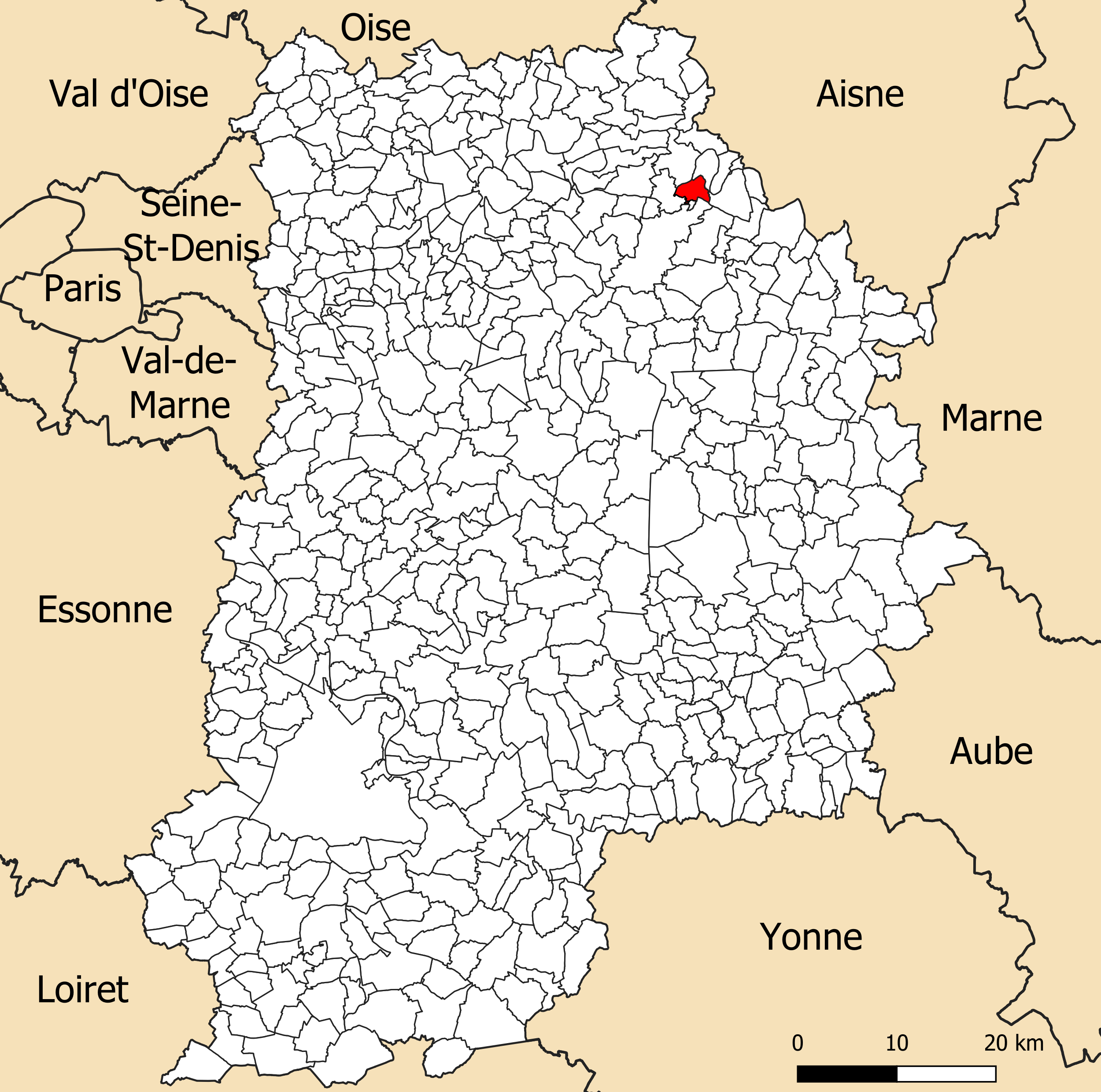
Localisation de la commune de Reuil-en-Brie dans le département de Seine-et-Marne.

Reuil-en-Brie est une commune de la Brie, jouxtant par se nord-est La Ferte-sous-Jouarre, est située à vol d'oiseau à 59 km à l'est de Paris et 19 km de Meaux, 33 km au sud de Villers-Cotterêts, 21 km au sud-ouest de château-Thierry, 90 km à l'ouest de Châlons-en-Champagne et 17 km au nord de Coulommiers.
Elle se trouve dans l'aire d'attraction de Paris, dans la zone d'emploi de Meaux et dans l'unité urbaine de la Ferté-sous-Jouarre ainsi que dans le bassin de vie de cette ville.

### Communes limitrophes
Les communes limitrophes sont  Chamigny, Jouarre, La Ferté-sous-Jouarre, Luzancy et Saâcy-sur-Marne.
|                       | Chamigny      | Luzancy         |
|                       | Reuil-en-Brie | Saâcy-sur-Marne |
| La Ferté-sous-Jouarre | Jouarre       |                 |

### Géologie et relief
La surface du territoire communal est de 5.92 km².
L'altitude de la commune varie de 51 mètres à 185 mètres pour le point le plus haut, le centre du bourg se situant à environ 56 mètres d'altitude (mairie).

### Hydrographie

#### Réseau hydrographique

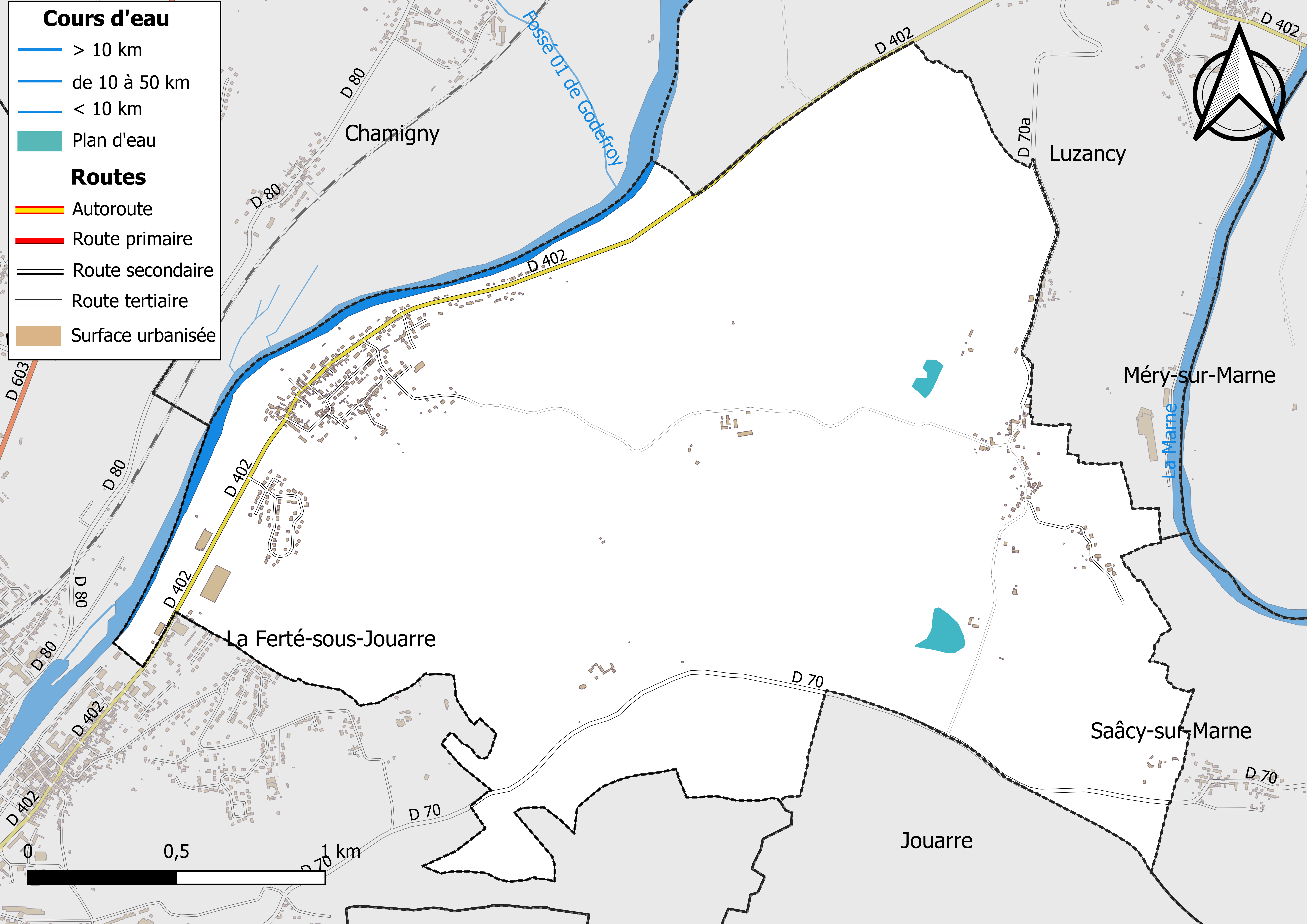
Carte des réseaux hydrographique et routier de Reuil-en-Brie.

La commune est située le long de la rive gauche de la rivière la Marne, longue de 514,26 km, principal affluent de la Seine.
Par ailleurs, son territoire est également traversé par l’aqueduc de la Dhuis.
La longueur totale des cours d'eau sur la commune est de 1,6 km.
On peut également noter le canal 02 du Parc de Tanqueux.

#### Gestion des cours d'eau
Afin d’atteindre le bon état des eaux imposé par la Directive-cadre sur l'eau du 23 octobre 2000, plusieurs outils de gestion intégrée s’articulent à différentes échelles : le SDAGE, à l’échelle du bassin hydrographique, et le SAGE, à l’échelle locale. Ce dernier fixe les objectifs généraux d’utilisation, de mise en valeur et de protection quantitative et qualitative des ressources en eau superficielle et souterraine. Le département de Seine-et-Marne est couvert par six SAGE, au sein du bassin Seine-Normandie.
La commune fait partie du SAGE « Petit et Grand Morin », approuvé le 21 octobre 2016. Le territoire de ce SAGE comprend les bassins du Petit Morin (630 km2) et du Grand Morin (1 185 km2). Le pilotage et l’animation du SAGE sont assurés par le syndicat mixte d'aménagement et de gestion des Eaux (SMAGE) des 2 Morin, qualifié de « structure porteuse ».

### Climat
Pour des articles plus généraux, voir Climat de l'Île-de-France et Climat de Seine-et-Marne.
En 2010, le climat de la commune est de type climat océanique dégradé des plaines du Centre et du Nord, selon une étude du CNRS s'appuyant sur une série de données couvrant la période 1971-2000. En 2020, Météo-France publie une typologie des climats de la France métropolitaine dans laquelle la commune est exposée à un climat océanique altéré et est dans la région climatique Nord-est du bassin Parisien, caractérisée par un ensoleillement médiocre, une pluviométrie moyenne régulièrement répartie au cours de l’année et un hiver froid (3 °C).
Pour la période 1971-2000, la température annuelle moyenne est de 10,8 °C, avec une amplitude thermique annuelle de 13,8 °C. Le cumul annuel moyen de précipitations est de 723 mm, avec 11,4 jours de précipitations en janvier et 8 jours en juillet. Pour la période 1991-2020, la température moyenne annuelle observée sur la station météorologique la plus proche, située sur la commune d'Ussy-sur-Marne à 6 km à vol d'oiseau, est de 11,3 °C et le cumul annuel moyen de précipitations est de 726,5 mm,. Pour l'avenir, les paramètres climatiques de la commune estimés pour 2050 selon différents scénarios d'émission de gaz à effet de serre sont consultables sur un site dédié publié par Météo-France en novembre 2022.

### Milieux naturels et biodiversité
Aucun espace naturel présentant un intérêt patrimonial n'est recensé sur la commune dans l'inventaire national du patrimoine naturel,,.

## Urbanisme

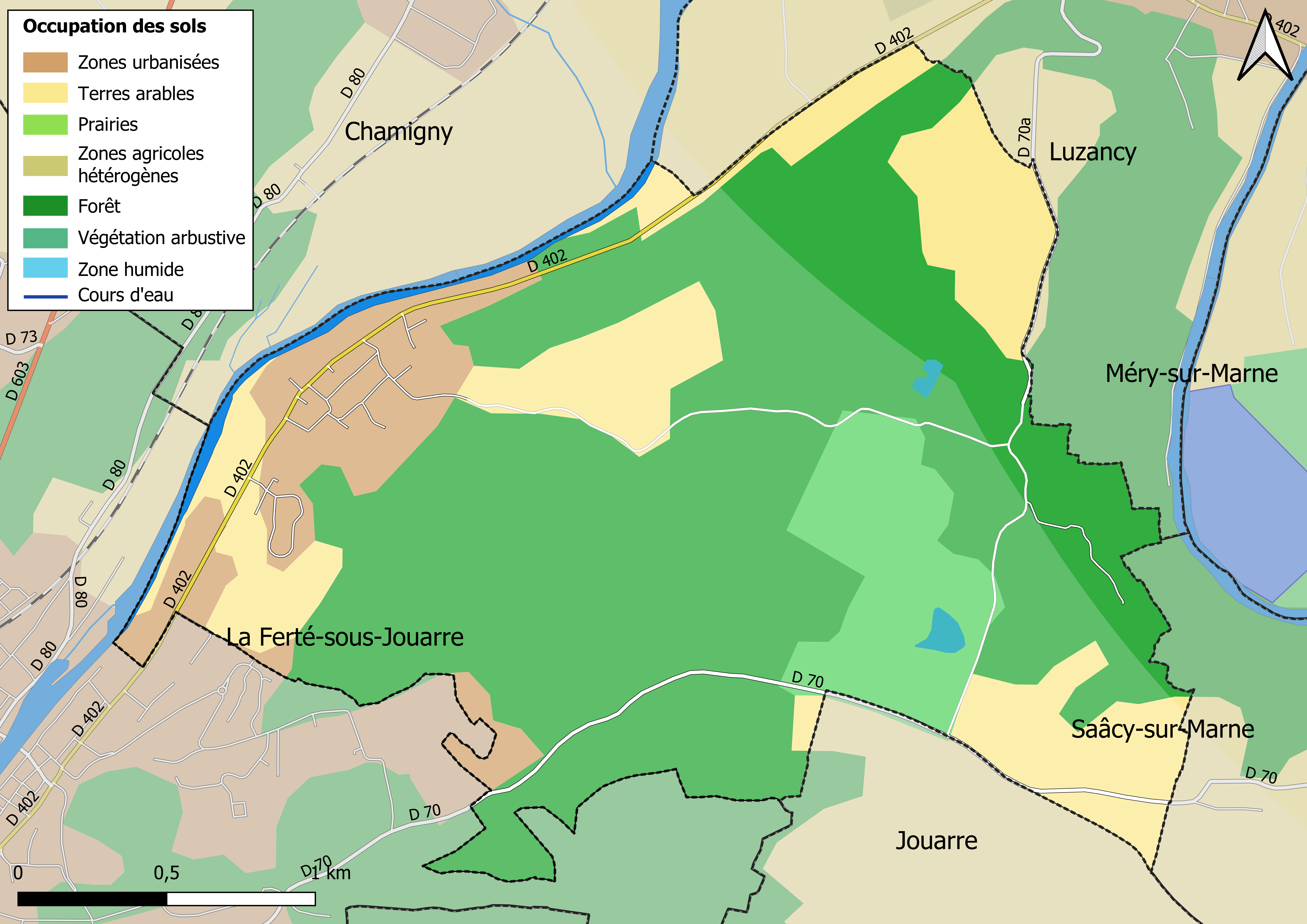
Carte des infrastructures et de l'occupation des sols en 2018 (CLC) de la commune.

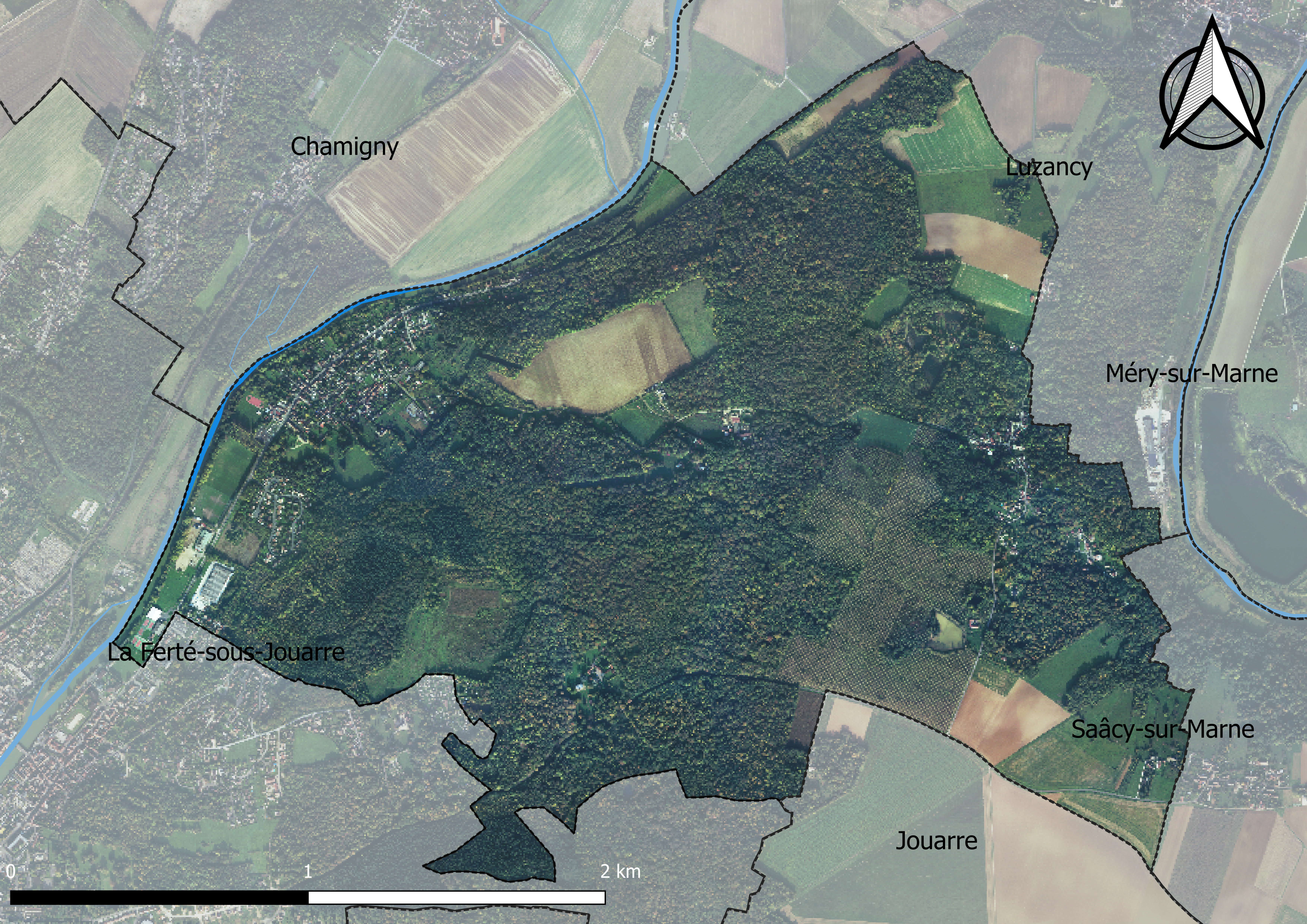
Carte orhophotogrammétrique de la commune.

### Typologie
Au 1er janvier 2024, Reuil-en-Brie est catégorisée ceinture urbaine, selon la nouvelle grille communale de densité à sept niveaux définie par l'Insee en 2022.
Elle appartient à l'unité urbaine de La Ferté-sous-Jouarre, une agglomération intra-départementale regroupant trois  communes, dont elle est une commune de la banlieue,,.
Par ailleurs la commune fait partie de l'aire d'attraction de Paris, dont elle est une commune de la couronne,. Cette aire regroupe 1 929 communes,.

### Lieux-dits et écarts
La commune compte 72 lieux-dits administratifs répertoriés consultables ici (source : le fichier Fantoir) dont le Tillet, le Bréau (château), Tartrel (château).

### Occupation des sols
L'occupation des sols de la commune, telle qu'elle ressort de la base de données européenne d’occupation biophysique des sols Corine Land Cover (CLC), est marquée par l'importance des forêts et milieux semi-naturels (69,4 % en 2018), en diminution par rapport à 1990 (70,3 %).
La répartition détaillée en 2018 est la suivante : 
forêts (61% ), terres arables (20,5% ), zones urbanisées (10,1% ), milieux à végétation arbustive et/ou herbacée (8,4 %).
Parallèlement, L'Institut Paris Région, agence d'urbanisme de la région Île-de-France, a mis en place un inventaire numérique de l'occupation du sol de l'Île-de-France, dénommé le MOS (Mode d'occupation du sol), actualisé régulièrement depuis sa première édition en 1982. Réalisé à partir de photos aériennes, le Mos distingue les espaces naturels, agricoles et forestiers mais aussi les espaces urbains (habitat, infrastructures, équipements, activités économiques, etc.) selon une classification pouvant aller jusqu'à 81 postes, différente de celle de Corine Land Cover,,.
L'Institut met également à disposition des outils permettant de visualiser par photo aérienne l'évolution de l'occupation des sols de la commune entre 1949 et 2018.

### Habitat et logement
En 2021, le nombre total de logements dans la commune était de 367, alors qu'il était de 360 en 2016 et de 344 en 2011.
Parmi ces logements, 89,9 % étaient des résidences principales, 5,8 % des résidences secondaires et 4,4 % des logements vacants. Ces logements étaient pour 95,3 % d'entre eux des maisons individuelles et pour 4,7 % des appartements.
Le tableau ci-dessous présente la typologie des logements à Reuil-en-Brie en 2021 en comparaison avec celle de Seine-et-Marne et de la France entière. Une caractéristique marquante du parc de logements est ainsi une proportion de résidences secondaires et logements occasionnels (5,8 %) supérieure à celle du département (3,1 %) mais inférieure à celle de la France entière (9,7 %).
| Typologie                                               | Reuil-en-Brie | Seine-et-Marne | France entière |
| ------------------------------------------------------- | ------------- | -------------- | -------------- |
| Résidences principales (en %)                           | 89,9          | 90,2           | 82,2           |
| Résidences secondaires et logements occasionnels (en %) | 5,8           | 3,1            | 9,7            |
| Logements vacants (en %)                                | 4,4           | 6,7            | 8,1            |

### Planification de l'aménagement
La commune disposait en 2019 d'un plan local d'urbanisme approuvé. Le zonage réglementaire et le règlement associé peuvent être consultés sur le Géoportail de l'urbanisme.

### Voies de communication et transports
La commune est desservie par les lignes du réseau de bus Brie et 2 Morin :
- No 31 (La Ferté-sous-Jouarre - La Ferté-sous-Jouarre) ;
- No 32 (Saacy-sur-Marne - La Ferté-sous-Jouarre) ;
- No 32S (Bassevelle - La Ferté-sous-Jouarre).

### Risques naturels et technologiques
La commune est classée en zone de sismicité 1, correspondant à une sismicité très faible.

## Toponymie
Le nom de la localité est mentionné sous les formes Radolium au IXe siècle ; Monasterium Sancti Petri de Rodolio et Tota villa Rodoliensis en 1184 ; Reuel vers 1222 (Livre des vassaux) ; Prior de Radolyo en 1291 ; Ruolium en 1296 ; Rueil ou dyocese de Meaulx en 1364 ; Ruel en 1415 ; Ruel en Brye en 1600 ; Rueil en Brye en 1633.
Nom d'origine gauloise ou gallo-romane issu du latin regalis qui signifie « royal », avec le suffixe elum, contraction de oialos, sous la forme euil, indiquant l'abondance, avec le sens de « domaine royal », présentant des anciennes dépendances ayant fait partie du domaine royal.
La Brie (prononcé [bʁi]) est une région naturelle située dans la partie orientale du bassin parisien, entre les vallées de la Marne, de l'Orge, de la Seine et la côte d'Île-de-France.

## Histoire

### Moyen Âge
Prieuré bénédictin Saint-Pierre-Saint-Paul dépendant de l'abbaye de Cluny. Fondé au XIIe siècle, Hugues III d'Oizy qui était vicomte de Meaux y avait sa sépulture.

### Époque contemporaine
Important centre d'extraction meulière aux XVIIIe et XIXe siècles (grand nombre d'anciennes carrières de pierre meulière au hameau du Tillet).

## Politique et administration

### Rattachements administratifs et électoraux

#### Rattachements administratifs
La commune se trouve  dans l'arrondissement de Meaux du département de la Seine-et-Marne.
Elle faisait partie depuis 1793 du canton de La Ferté-sous-Jouarre. Dans le cadre du redécoupage cantonal de 2014 en France, cette circonscription administrative territoriale a disparu, et le canton n'est plus qu'une circonscription électorale.

#### Rattachements électoraux
Pour les élections départementales, la commune fait partie depuis 2014 d'un nouveau canton de La Ferté-sous-Jouarre porté de 19 à 47 communes.
Pour l'élection des députés, elle fait partie de la cinquième circonscription de Seine-et-Marne.

### Intercommunalité
Reuil-en-Brie était membre de la communauté de communes du Pays fertois, un établissement public de coopération intercommunale (EPCI) à fiscalité propre créé en 1970 et auquel la commune avait transféré un certain nombre de ses compétences, dans les conditions déterminées par le code général des collectivités territoriales.
Dans le cadre des dispositions de la loi portant nouvelle organisation territoriale de la République du 7 août 2015, cette intercommunalité a fusionné avec la communauté de communes du Pays de Coulommiers pour former, le 1er janvier 2018, la communauté d'agglomération Coulommiers Pays de Brie, dont est désormais membre la commune.

### Liste des maires
| Période                                  | Période                    | Identité         | Étiquette     | Qualité |
| ---------------------------------------- | -------------------------- | ---------------- | ------------- | --- |
| Les données manquantes sont à compléter. |                            |                  |               | |
|                                          |                            |                  |               | |
| 1908                                     |                            | Albert Londe     |               | Ingénieur chimiste Photographe français, pionnier de la photographie médicale Propriétaire du château de Bréau                                            |
|                                          |                            |                  |               | |
| 1972                                     | novembre 1996              | Lucien Maillet   | Apparenté PCF | Mort en fonction |
| janvier 1997                             | mars 2001                  | Christine Favier |               | |
| mars 2001                                | En cours (au 28 juin 2024) | Patrick Romanow  |               | Enseignant Vice président de la CC du Pays Fertois ( ? → 2017) Vice-président de la CA Coulommiers Pays de Brie (2018 → ) Réélu pour le mandat 2020-2026, |

## Équipements et services

### Eau et assainissement
L’organisation de la distribution de l’eau potable, de la collecte et du traitement des eaux usées et pluviales relève des communes. La loi NOTRe de 2015 a accru le rôle des EPCI à fiscalité propre en leur transférant cette compétence. Ce transfert devait en principe être effectif au 1er janvier 2020, mais la loi Ferrand-Fesneau du 3 août 2018 a introduit la possibilité d’un report de ce transfert au 1er janvier 2026,.

#### Assainissement des eaux usées
En 2020, la gestion du service d'assainissement collectif de la commune de Reuil-en-Brie est assurée par la communauté d'agglomération Coulommiers Pays de Brie (CACPB) pour la collecte, le transport et la dépollution. Ce service est géré en délégation par une entreprise privée, dont le contrat arrive à échéance le 31 décembre 2025,,.
L’assainissement non collectif (ANC) désigne les installations individuelles de traitement des eaux domestiques qui ne sont pas desservies par un réseau public de collecte des eaux usées et qui doivent en conséquence traiter elles-mêmes leurs eaux usées avant de les rejeter dans le milieu naturel. La communauté d'agglomération Coulommiers Pays de Brie (CACPB) assure pour le compte de la commune le service public d'assainissement non collectif (SPANC), qui a pour mission de vérifier la bonne exécution des travaux de réalisation et de réhabilitation, ainsi que le bon fonctionnement et l’entretien des installations,.

#### Eau potable
En 2020, l'alimentation en eau potable est assurée par la communauté d'agglomération Coulommiers Pays de Brie (CACPB) qui en a délégué la gestion à la SAUR, dont le contrat expire le 31 décembre 2025,.

### Enseignement
Les enfants de la commune sont scolarisés avec ceux de Luzancy dans le cadre d'un regroupement pédagogique intercommunal. L'école de Reuil-en-Brie accueille les classes élémentaires.

## Population et société

### Démographie
L'évolution du nombre d'habitants est connue à travers les recensements de la population effectués dans la commune depuis 1793. Pour les communes de moins de 10 000 habitants, une enquête de recensement portant sur toute la population est réalisée tous les cinq ans, les populations de référence des années intermédiaires étant quant à elles estimées par interpolation ou extrapolation. Pour la commune, le premier recensement exhaustif entrant dans le cadre du nouveau dispositif a été réalisé en 2005.

En 2022, la commune comptait 808 habitants, en évolution de −2,42 % par rapport à 2016 (Seine-et-Marne : +3,92 %, France hors Mayotte : +2,11 %).
| 1793 | 1800 | 1806 | 1821 | 1831 | 1836 | 1841 | 1846 | 1851 |
| ---- | ---- | ---- | ---- | ---- | ---- | ---- | ---- | ---- |
| 407  | 403  | 411  | 375  | 413  | 386  | 398  | 416  | 416  |

| 1856 | 1861 | 1866 | 1872 | 1876 | 1881 | 1886 | 1891 | 1896 |
| ---- | ---- | ---- | ---- | ---- | ---- | ---- | ---- | ---- |
| 392  | 434  | 431  | 394  | 376  | 400  | 385  | 320  | 286  |

| 1901 | 1906 | 1911 | 1921 | 1926 | 1931 | 1936 | 1946 | 1954 |
| ---- | ---- | ---- | ---- | ---- | ---- | ---- | ---- | ---- |
| 302  | 332  | 365  | 349  | 339  | 348  | 354  | 261  | 250  |

| 1962 | 1968 | 1975 | 1982 | 1990 | 1999 | 2005 | 2006 | 2010 |
| ---- | ---- | ---- | ---- | ---- | ---- | ---- | ---- | ---- |
| 255  | 312  | 378  | 388  | 508  | 819  | 862  | 863  | 842  |

| 2015 | 2020 | 2022 | - | - | - | - | - | - |
| ---- | ---- | ---- | - | - | - | - | - | - |
| 822  | 822  | 808  | - | - | - | - | - | - |

### Sports et loisirs
- Centre équestre.

## Économie
Un supermarché Lidl a ouvert dans la commune en 2019.

### Revenus de la population et fiscalité
En 2018, le nombre de ménages fiscaux de la commune était de 318, représentant 828 personnes et la  médiane du revenu disponible par unité de consommation  de 25 230 euros.

### Emploi
En 2017 , le nombre total d’emplois dans la zone était de 68, occupant 416 actifs  résidants.
Le taux d'activité de la population (actifs ayant un emploi) âgée de 15 à 64 ans s'élevait à 72,1 % contre un taux de chômage de 7,9 %. 
Les 20 % d’inactifs se répartissent de la façon suivante : 10,9 % d’étudiants et stagiaires non rémunérés, 5,7 % de retraités ou préretraités et 3,3 % pour les autres inactifs.

### Secteurs d'activité

#### Entreprises et commerces
En 2019, le nombre d’unités légales et d’établissements (activités marchandes hors agriculture) par secteur d'activité était de 40 dont 1 dans l’industrie manufacturière, industries extractives et autres, 9 dans la construction, 10 dans le commerce de gros et de détail, transports, hébergement et restauration, 2 dans l’Information et communication, 2 dans les activités financières et d'assurance, 1 dans les activités immobilières, 5 dans les activités spécialisées, scientifiques et techniques et activités de services administratifs et de soutien, 2 dans l’administration publique, enseignement, santé humaine et action sociale et 8  étaient relatifs aux autres activités de services.
En 2020, 6 entreprises ont été créées sur le territoire de la commune, dont 5 individuelles.
Au 1er janvier 2021, la commune ne disposait pas d’hôtel et de terrain de camping.

#### Agriculture
Reuil-en-Brie est dans la petite région agricole dénommée les « Vallées de la Marne et du Morin », couvrant les vallées des deux rivières, en limite de la Brie.
En 2010, l'orientation technico-économique de l'agriculture sur la commune est l'élevage de bovins pour le lait.
Si la productivité agricole de la Seine-et-Marne se situe dans le peloton de tête des départements français, le département enregistre un double phénomène de disparition des terres cultivables (près de 2 000 ha par an dans les années 1980, moins dans les années 2000) et de réduction d'environ 30 % du nombre d'agriculteurs dans les années 2010. Cette tendance n'est pas confirmée au niveau de la commune qui voit le nombre d'exploitations rester constant entre 1988 et 2010. Parallèlement, la taille de ces exploitations augmente, passant de 30 ha en 1988 à 81 ha en 2010.
Le tableau ci-dessous présente les principales caractéristiques des exploitations agricoles de Reuil-en-Brie, observées sur une période de 22 ans : 
|                                      | 1988 | 2000 | 2010 |
| ------------------------------------ | ---- | ---- | ---- |
| Dimension économique,                |      |      |      |
| Nombre d’exploitations (u)           | 1    | 1    | 1    |
| Travail (UTA)                        | 4    | 2    | 2    |
| Surface agricole utilisée (ha)       | 30   | 90   | 81   |
| Cultures                             |      |      |      |
| Terres labourables (ha)              | s    | s    | s    |
| Céréales (ha)                        | s    | s    | s    |
| dont blé tendre (ha)                 | s    | s    | s    |
| dont maïs-grain et maïs-semence (ha) | 0    | s    | s    |
| Tournesol (ha)                       | 0    |      |      |
| Colza et navette (ha)                | 0    |      |      |
| Élevage                              |      |      |      |
| Cheptel (UGBTA)                      | 92   | 112  | 175  |

## Culture locale et patrimoine

### Lieux et monuments

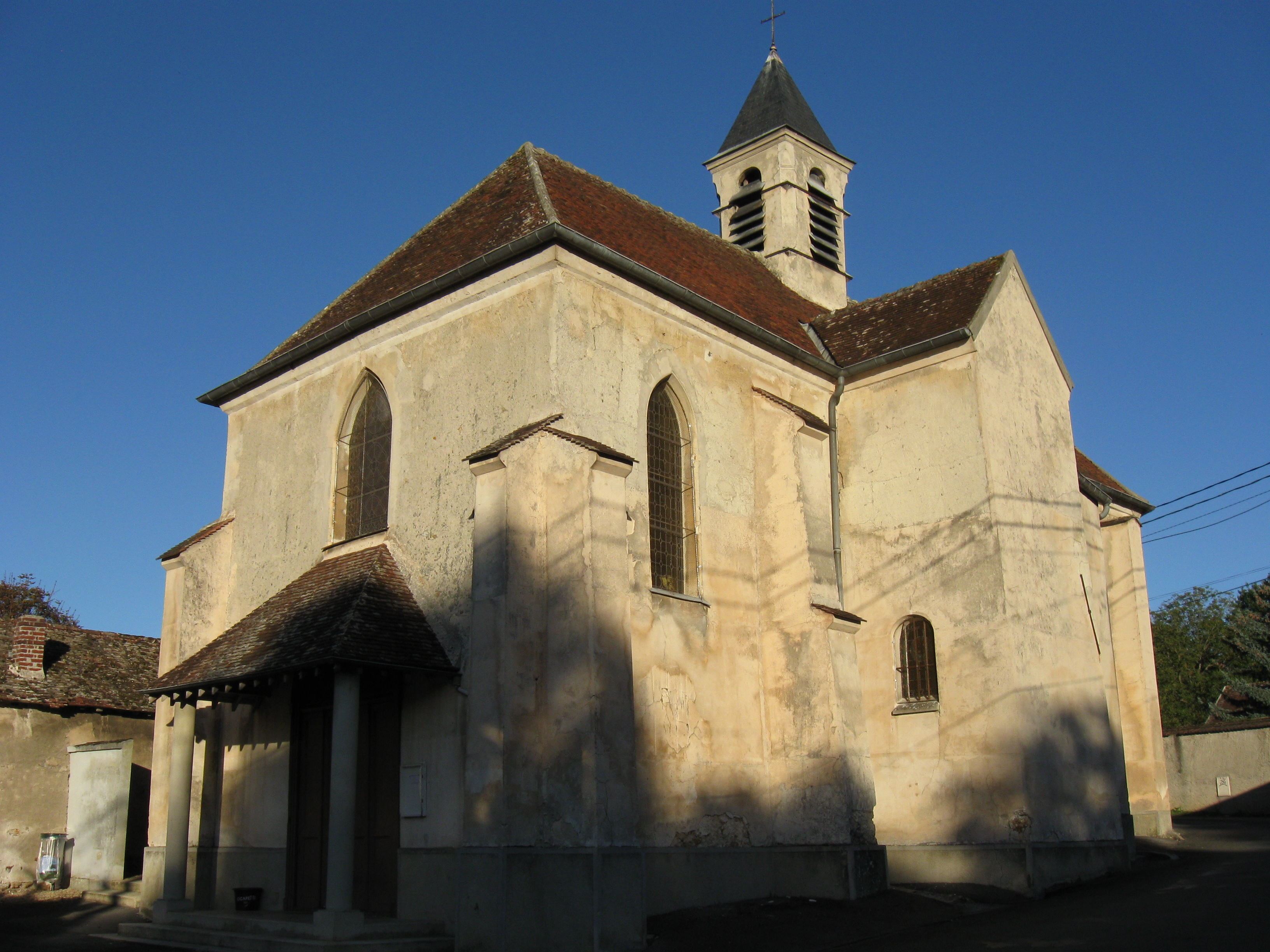
L'église Saint-Jacques-et-Saint-Philippe.

- Église Saint-Jacques-et-Saint-Philippe (XIIIe-XVIe siècle).
- Coteaux dominant la vallée de la Marne.
- Passage du sentier de grande randonnée GR11A.

### Personnalités liées à la commune
- Hugues III d'Oisy (1145-1189), seigneur d'Oisy et de Crèvecœur, châtelain de Cambrai, vicomte de Meaux, un des premiers trouvères, maître de Conon de Béthune, y est enterré.
- Fernand de Rohan-Chabot (1789-1869), militaire, y est mort.
- Albert Londe (1858-1917), chimiste et photographe, y est mort à son château de Bréau.
- Henri Hayden (1883-1970), peintre et lithographe français d'origine polonaise, y avait une maison[57].

### Héraldique
|  | Les armes de la ville se blasonnent ainsi : De gueules à la croix d'or, cantonnée au premier d'une coquille renversée, au deuxième d'une croisette latine renversée, au troisième d'un chêne et au quatrième d'une meule de moulin, le tout d'argent. |